# Ukrajina – nije Rusija
«Ukrajina – nije Rusija» je knjiga bivšeg predsjednika Ukrajine Leonida Kučme koja je izašla u javnost 2003. godine. Knjiga je izazvala veliko zanimanje u ukrajinskoj i ruskoj javnosti te je obilježena različitim reakcijama čitatelja. Knjiga se sastoji od predgovora, 14 poglavlja, pogovora i bilješke te je napisana na ruskom jeziku.
Leonid Kučma u knjizi iznosi vlastita mišljenja o povijesti Ukrajine i događajima koji su obilježili 20. stoljeće u ukrajinsko-ruskim odnosima. Iznosi vlastito mišljenje objašnjavajući što to kroz povijest bitno razlikuje Ukrajinu i Rusiju u kulturnom, političkom i drugom smislu.
Ukrajinski i ruski kritičari knjige su imali vrlo različite reakcije jer je sadržaj knjige na pomalo relativiziran način otvorio niz problematičnih pitanja iz ukrajinsko-ruskih povijesnih odnosa te spominje niz kontroverznih povijesnih ličnosti. U knjizi se spominju i pojmovi poput kolonizacije i nezavisnosti Ukrajine te slične teme.

## Izdavaštvo - opticaj
Knjiga je na samom početku tiskana u 10,000 primjeraka, a izdala ju je izdavačka kuća «Vrijeme» iz Moskve. Knjiga je i dalje u prodaji te je poljskom filmskom redatelju Jerzyju Hoffmanu i stručnom povjesničarskom timu predstavljala poticaj da 2008. snimi dokumentarni film o povijesti Ukrajine: «Ukrajina - rađanje nacije».

## Vanjske poveznice
- Выступление Президента Украины Леонида Кучмы на презентации книги «Украина — не Россия» в Москве (rus.)
- Выдержки из книги в газете «Время новостей» (rus.)
- Николай Томенко. Ошибка Леонида Кучмы, или Тайна авторства книги «Украина — не Россия» (rus.)  Arhivirana inačica izvorne stranice od 16. srpnja 2007. (Wayback Machine)
- Leonid Kuchma: “I’m Still With You, Ukraine” (eng.)  Arhivirana inačica izvorne stranice od 30. studenoga 2007. (Wayback Machine)
- Jerzy Hoffman on IMDb (eng.)